# Шанико (Орегон)
Шанико (енгл. Shaniko) град је у америчкој савезној држави Орегон.

## Демографија
По попису из 2010. године број становника је 36, што је 10 (38,5%) становника више него 2000. године.
| Група             | 2000.      | 2010.      |
| Белци             | 24 (92,3%) | 25 (69,4%) |
| Афроамериканци    | 2 (7,7%)   | 0 (0,0%)   |
| Азијати           | 0 (0,0%)   | 3 (8,3%)   |
| Хиспаноамериканци | 0 (0,0%)   | 3 (8,3%)   |
| Укупно            | 26         | 36         |